# 熱那亞鎮區 (內布拉斯加州南斯縣)
熱那亞鎮區（英語：Genoa Township）是位於美國內布拉斯加州南斯縣的一個行政鎮區。

## 地方資料
熱那亞鎮區的面積為85.41平方千米，當中陸地面積為83.47平方千米，而水域面積為1.93平方千米。根據2020年美國人口普查的數據，當地共有人口233人，而人口密度為每平方千米2.73人。